# Västerbottens läns södra valkrets
Västerbottens läns södra valkrets var vid riksdagsvalen 1911–1920 till andra kammaren en egen valkrets med fyra mandat. Den avskaffades vid valet 1921, då hela länet bildade Västerbottens läns valkrets.
Valkretsen omfattade Nordmalings och Bjurholms tingslag, Umeå tingslag, Degerfors tingslag, Lycksele lappmarks tingslag, Åsele lappmarks tingslag samt Umeå stad.

## Riksdagsmän

### 1912–vårsessionen 1914
- Werner Bäckström, lib s
- Erik Hellberg, lib s
- Johan Rehn, lib s
- Adolf Wiklund, lib s

### Höstsessionen 1914
- Adolf Wiklund, fris f
- Werner Bäckström, lib s
- Erik Hellberg, lib s
- Johan Rehn, lib s

### 1915–1917
- Adolf Wiklund, lmb
- Werner Bäckström, lib s
- Erik Hellberg, lib s
- Johan Rehn, lib s

### 1918–1920
- Adolf Wiklund, lmb
- Werner Bäckström, lib s
- Johan Rehn, lib s
- Axel Schotte, lib s (1918–lagtima riksdagen 1919)
  - Emanuel Holmner, lib s (urtima riksdagen 1919–1920)

### 1921
- Adolf Wiklund, lmb
- Werner Bäckström, lib s
- Emanuel Holmner, lib s
- Johan Rehn, lib s

## Valresultat

### 1911
| Parti                | Parti                                     | Röster         | Röster | Röster | Mandatfördelning | Mandatfördelning |
| Parti                | Parti                                     | Antal          | %      | +− %   | Antal            | +−               |
| -------------------- | ----------------------------------------- | -------------- | ------ | ------ | ---------------- | ---------------- |
|                      | Liberala samlingspartiet                  | 7 676          | 87,93  | —      | 4                | —                |
|                      | Allmänna valmansförbundet                 | 742            | 8,50   | —      | 0                | —                |
|                      | Sveriges socialdemokratiska arbetareparti | 310            | 3,55   | —      | 0                | —                |
|                      | Övriga partier                            | 2              | 0,02   | —      | —                | —                |
| Antal giltiga röster | Antal giltiga röster                      | 8 730          | 100,0  |        | 4                | —                |
| Kasserade röster     | Kasserade röster                          | 17             |        |        |                  |                  |
| Totalt               | Totalt                                    | 8 744 (51,2 %) |        |        |                  |                  |

Allmänna valmansförbundet (M) gick till val med partibeteckningen Landtmännen.
Liberalerna (L) och socialdemokraterna (S) gick till val med den gemensamma partibeteckningen Frisinnade partiet.
2 röster avgavs på övriga: 1 på Landtmännens vilde och 1 på Fria gruppen.
Den 1 januari 1911 utgjorde folkmängden i valkretsen 90 883 personer, varav 85 024 personer (93,6 %) bodde på landsbygden och 5 859 personer (6,4 %) bodde i Umeå stad. Med 4 mandat hade valkretsen 22 721 personer per mandat. Inför valet upptogs 20 082 män i röstlängden, vilket motsvarade 22,1 % av hela valkretsens befolkning. Av dessa var 17 079 män (85,0 % av antalet 24-åriga män) röstberättigade och 3 003 (25,0 %) icke röstberättigade. Andelen röstberättigade i förhållande till de upptagna i röstlängden utgjorde 85,8 % på landsbygden och 72,9 % i Umeå stad.
Det lägsta valdeltagandet per kommun uppgick till 29,0 % och upptogs i Vilhelmina landskommun medan det högsta valdeltagandet på 68,7 % upptogs i Umeå stad.
Av de 3 003 icke röstberättigade männen fördelades de på följande sätt i avseende på anledningen varför de inte fick rösta:
- 898 hade oguldna kommunalutskylder
- 840 hade oguldna krono- och kommunalutskylder
- 566 hade oguldna kronoutskylder
- 365 mottog fattigunderstöd
- 142 var nyinflyttade
- 93 var omyndiga
- 61 var satta i konkurs
- 29 hade försummat värnplikten
- 7 var vanfrejdjade
- 2 var utländska undersåtar

### Vårvalet 1914
| Parti                | Parti                                     | Röster          | Röster | Röster | Mandatfördelning | Mandatfördelning |
| Parti                | Parti                                     | Antal           | %      | +− %   | Antal            | +−               |
| -------------------- | ----------------------------------------- | --------------- | ------ | ------ | ---------------- | ---------------- |
|                      | Liberala samlingspartiet                  | 8 022           | 74,64  | -13,29 | 3                | -1               |
|                      | Allmänna valmansförbundet                 | 2 348           | 21,85  | +13,35 | 1                | +1               |
|                      | Sveriges socialdemokratiska arbetareparti | 377             | 3,51   | -0,04  | 0                | —                |
|                      | Övriga partier                            | 1               | 0,01   | -0,01  | —                | —                |
| Antal giltiga röster | Antal giltiga röster                      | 10 748          | 100,0  |        | 4                | —                |
| Kasserade röster     | Kasserade röster                          | 156             |        |        |                  |                  |
| Totalt               | Totalt                                    | 10 904 (61,4 %) |        |        |                  |                  |

Allmänna valmansförbundet (M) gick till val med partibeteckningen Försvaret främst. Dessutom avgavs 3 moderata röster på Lantmanna- och borgarepartiet.
Liberalerna (L) och socialdemokraterna (S) gick till val med den gemensamma partibeteckningen Frisinnade partiet. Dessutom avgavs 1 liberal röst på De frisinnade.
1 övrig röst gavs på Fria gruppen.
Den 1 januari 1914 utgjorde folkmängden i valkretsen 93 132 personer, varav 86 945 personer (93,4 %) bodde på landsbygden och 6 187 personer (6,6 %) bodde i Umeå stad. Med 4 mandat hade valkretsen 23 283 invånare per mandat. Inför valet upptogs 20 683 män i röstlängden, vilket motsvarade 22,5 % av hela valkretsens befolkning. Av dessa var 17 749 män (85,8 % av antalet 24-åriga män) röstberättigade och 2 934 (14,2 %) icke röstberättigade. Andelen röstberättigade i förhållande till de upptagna i röstlängden utgjorde 86,8 % på landsbygden och 70,5 % i Umeå stad.
Det lägsta valdeltagandet per kommun uppgick till 38,3 % och upptogs i Sorsele landskommun medan det högsta valdeltagandet på 81,3 % upptogs i Umeå stad.